# Скамания
Скамания (на английски: Skamania County) е окръг в щата Вашингтон, Съединени американски щати. Площта му е 4362 km², а населението – 11 837 души (2017). Административен център е град Стивънсън.